# ジーアイ・ホールディングス
株式会社ジーアイ・ホールディングス（GI Holdings inc.）は、日本の持株会社。2006年6月2日設立。

## 概要
当初は各社が各種映像サービス事業を行っていたが、極東電視台、あっエクセルコーポレーション（現エクセリング）ほかの各会社で業務効率化のため各会社の機能を統合・再編することとなり、持株会社制により2006年6月2日に各関連会社がまとまりを持ち、企画制作事業をおこなっていこうと設立された。
2012年6月に会社をリニューアル！本社もリニューアル！ロゴもリニューアル！ホームページもリニューアル！そして何故か人もリニューアル！
ちなみにGIとは日本語の「義」をアルフェベット表記したもので、「義」の精神第一としている。

## 役員構成
- 代表取締役社長：池田秀一（株式会社エクセリング取締役)
- 木谷真規（株式会社エクセリング代表取締役社長）
- 岡澤 隆（株式会社タタミ代表取締役社長）
- 山岡将人（株式会社ジーアイEHIME代表取締役社長）

## 主なグループ企業
- 株式会社エクセリング（プロダクション業務・イベント制作）
- 株式会社タタミ（エコ業務）
- 株式会社ジーアイ・EHIME（映像制作・イベント制作業務）

## 業務提携
- 株式会社アールエルコンサルティング（中国展開事業）
- EZ－PC株式会社（PC放送事業）
- 株式会社ポイントブレイクエンターテイメント（映画製作事業）

## 制作協力
- LIFE VIDEO
- 東京ラーメンショー

## 主な制作番組

### NHK国際放送
レギュラー
- imagine-nation（NHKワールド）

### 日本テレビ系列
- 進め!電波少年
- 進ぬ!電波少年
- 雷波少年
- 雷波少年外伝
- スタジオジブリ映画祭
- 24時間テレビ_「愛は地球を救う」
- おしゃれイズム
- 世界の果てまでイッテQ!

### TBS系列
- UN街
- 恋するハニカミ
- ズバリ言うわよ!
- 教科書にのせたい!
- リンカーン_(テレビ番組)

### フジテレビ系列
- あいのり
- はねるのトビラ

### テレビ朝日系列
- いきなり!黄金伝説。
- ロンドンハーツ
- 全米オープンゴルフ

### テレビ東京系列
- ジカダンパン!責任者出て来い!
- モヤモヤさまぁ〜ず2

### 独立局（UHF）、衛星放送（BS, CS）
- 電波少年的放送局（CS日テレ）